# 인민혁명당 사건
인민혁명당 사건(人民革命黨 事件, 영어: People's Revolutionary Party Incident) 또는 인혁당 사건(人革黨 事件)은 중앙정보부에 의해 도예종 등의 인물들이 기소되어 사형이 선고된 사건이다. 1964년의 제1차 사건에서는 반공법, 1974년의 제2차 사건에서는 국가보안법·대통령 긴급조치 4호 위반 등에 따라 기소되었다. 1975년 4월 8일에 대법원이 사형을 선고한 후 18시간만에 사형이 집행되었다.
인혁당 사건에 대한 재심의 소는 사형 집행 후 30년이 지난 2005년 12월 27일에 받아들여졌다. 2007년 1월 23일에 서울중앙지법 형사합의23부가 피고인 8명에 대한 대통령 긴급조치 위반, 국가보안법 위반, 내란 예비·음모, 반공법 위반 혐의에 대해 무죄를 선고했고, 같은 해 8월 21일에 유족들이 국가를 상대로 제기한 손해배상청구의 소에 대해서 서울지방법원은 국가의 불법행위 책임을 인정하고 소멸시효 완성의 항변을 배척하면서 시국사건상 최대의 배상액수 637억여 원(원금 245여억 원+이자 392여억 원)를 지급하라고 판결하였다.
하지만 1차 인혁당사건 기소자 13명 가운데 9명만 재심에서 무죄, 4명은 여전히 유죄로 남아있다.

## 사건 개요

### 제1차 인민혁명당 사건
1964년 8월 14일, 김형욱 중앙정보부 부장은 도예종, 양춘우 ,김단부 ,배재현 등과 언론인, 학생 41명을 검거했다고 발표했다. 이를 통상 '제1차 인혁당 사건'이라고 부른다. 중앙정보부는 "이들은 조선민주주의인민공화국 노동당으로부터 지령을 받아 반(反)정부 조직인 인민혁명당(인혁당)을 결성하여 각계 인사를 모으면서 국가 사변(事變)을 기획했다"고 주장했다.
그러나, 그 중 검찰이 기소한 인원수는 13명에 불과했고, 1심에서는 도예종과 양춘우에게 2~3년의 실형이, 그외 11명에게는 무죄가 선고되었다. 그러나, 2심에서 도예종, 양춘우, 박현채 등 6명이 징역 1년의 실형을 선고받았고, 그 외 5명은 징역 1년 집행유예 3년의 유죄판결을 받았다.
한편, 사건 관련자 김배영은 1962년 10월 일본으로 밀항하였다가 일본 경시청의 수배를 받자, 1964년 11월 재일본조선인총연합회를 통하여 조선민주주의인민공화국으로 월북하였다. 그는 이후 1967년 10월, 조선민주주의인민공화국 공작원으로 남파되었다가 1971년에 체포되어 사형이 집행되었다. 박정희 정권은 김배영의 사형이 집행된 후 3년이 지난 제2차 사건에서 인민혁명당 재건위원회 자금은 월북한 김배영으로부터 받은 것이라고 주장하였다.

### 제2차 인민혁명당 사건
1972년 12월의 유신 체제 발족과 1973년 8월에 있었던 김대중 납치사건은 박정희 정부에 대한 국민적 저항을 불러 일으켰고, 1973년 10월부터 시위 등을 통한 박정희 정부의 유신 체제에 대한 반대운동이 본격화되었다.
이러한 와중에 1974년 4월 3일 저녁, 박정희 대통령은 전국민주청년학생총연합 (민청학련)이라는 지하조직이 불순세력의 배후조종 아래 사회 각계각층에 침투해 인민혁명을 기도한다'는 요지의 특별담화를 발표하고, 민청학련과 관련된 일체의 활동을 금지하는 긴급조치 제4호를 공포했다.
4월 25일, 중앙정보부는 민청학련 사건 수사상황발표에서 민청학련을 '공산주의 사상을 가진 학생을 주축으로 한, 정부를 전복하려는 불순 반정부세력'으로 규정했다. 이와 관련하여 긴급조치 제4호 및 국가보안법 등을 위반한 혐의로 1,024 명이 영장 없이 체포되고, 그 중 253명이 군법회의 검찰부에 구속송치되었다. 5월 27일, 비상보통군법회의 검찰부는 민청학련 사건 추가발표에서 민청학련의 배후에 인민혁명당 재건위원회가 있으며, 이들이 인민혁명당을 재건해 민청학련의 국가 전복 활동을 지휘한 것으로 발표했다. 소위 인혁당 재건위(제2차 인민혁명당) 사건이다.
7월 11일, 민청학련(1심판부), 인혁당 재건위(2심판부), 일본인(3심판부)으로 분리하여 재판을 진행한 비상보통군법회의 재판부는 7월 8일 군 검찰부가 구형한 그대로 인민혁명당 재건위 사건 관련자 21명 중 서도원, 도예종 등 8명에게는 사형, 김한덕 등 7명에게는 무기징역, 나머지 피고인 6명에게는 징역 20년을 선고하였다. 7월 13일에는 7월 9일 구형과 같이 민청학련 사건 관련자 32명 중 이철, 유인태 등 7명에 사형, 7명에 무기징역, 12명에 징역20년, 6명에 징역 15년이 선고됐다. 2명의 일본인에게도 징역20년이 선고됐다. 다만, 민청학련 사건 관련자들은 대부분 1975년 2월 15일 대통령특별조치에 의한 형집행정지로 석방되었다.
1975년 4월 8일, 민복기 대법원장 민복기을 재판장으로 한 대법원 전원합의체에서 '인민혁명당 재건위 사건'의 상고가 기각되어 사건 관련자 23명 중 서도원 등 8명에게는 사형, 김한덕 등 7명에게는 무기징역, 나머지 피고인에게는 징역 15~20년의 중형이 확정되었다. 이때 참여한 13명의 대법관들 가운데 이일규 대법관 혼자 만이 원심재판의 불법성을 들어 판결에 반대했다.(74도3323 판결)
1975년 4월 9일 새벽, 황산덕 법무부 장관의 서명으로 대법원에서 사형 선고를 받은지 겨우 18시간 만에 사형판결을 받은 8명 전원에 대한 사형이 집행되었다.

#### 관련 사건
목요기도회 등 신원운동을 펼친 개신교 성직자 조지 오글 목사는 1974년 12월에, 인혁당 구명운동을 펼쳤던 가톨릭 성직자 제임스 시노트 신부는 1975년 4월 30일에 각각 추방되었다. 경찰은 사형집행 다음날인 1975년 4월 10일, 연미사를 올리기 위해 함세웅 신부의 응암동성당으로 향하던 송상진의 주검을 가져가 화장 처리했다. 이를 막으려던 문정현 신부는 영구차 바퀴에 깔려 다리에 큰 부상을 입었다.
일본 외무성 관료가 인혁당 관련 사건에 한국을 야만국이라고 발언하였다가 실언으로 지적되어 철회하였다.
국제사면위원회 엠네스티의 비난성명을 동아일보가 75년 4월 11일자 1면에 보도함

### 사건 이후의 평가
인민혁명당 사건에 대해서는 서로 상반된 역사 인식이 병존한다.
제1차 인혁당 사건에 연루되었던 박범진 전 국회의원은 2010년 인터뷰에서 "서울대 정치학과 4학년 때인 1963년 입당할 때 문서로 된 당의 강령과 규약을 직접 봤고 북한산에 올라가서 오른손을 들고 입당선서도 했다"고 증언하며 인혁당이 실제로 국가 변란을 기도한 지하조직이었다는 사실을 긍정했다. 그는 "당시 인혁당의 강령 내용은 민족 자주적인 정권을 수립해서 북한과의 협상으로 통일을 시도한다는 것이었다"고 밝히며, 과거사 위원회의 발표처럼 지하당이 아닌 이념서클이었다면 구성원을 비밀로 할 필요가 있었겠느냐고 반문하기도 했다.
안병직 교수는 2011년 5월 26일에 출간한 책 《보수가 이끌다-한국 민주주의 기원과 미래》에서 인혁당은 남한에서 자발적으로 생긴 공산혁명을 위한 조직이었다고 증언했다.

한기홍 북한민주화네트워크 대표의 저서 ‘진보의 그늘’에서 “인혁당은 혁신계 인사들의 실체 없는 써클 수준의 모임보다는 강령과 규약을 갖추고 혁명운동을 시도한 비합법 지하조직에 가까운 것으로 보인다.”고 분석했었다.
박근혜 한나라당 대표는 2012년 9월 10일 MBC 라디오 <손석희의 시선집중>과 다음날 국회 본회의에 출석하면서 기자들 앞에서는 '인혁당 사건에는 두 가지 판결이 존재한다'는 취지의 주장을 했다.

#### 좌파 성향 언론의 평가
민주당과 그 지지자들을 비롯하여 한겨레, 경향, MBC 등 좌익 성향 언론들은 인혁당 사건을 국가가 법을 이용해 무고한 국민을 살해한 사법살인 사건이자 박정희 정권 시기에 일어난 인권 탄압의 사례라고 주장하며 비판하고 있다.
김형욱은 이 사건을 회고록 《혁명과 우상》에서 "박정희와 이후락의 지령을 받은 신직수 그리고 그의 심복 이용택이 10년 전에 문제되었다가 증거가 없어서 석방한 사람들을 다시 정부 전복 음모 혐의로 잡아넣었다"라고 기술하고 있다.
1995년 4월 25일 MBC가 사법제도 1백주년을 기념하는 다큐멘터리를 만들기 위해 판사 315명에게 실시한 앙케이트 《근대 사법제도 100주년 기념 설문조사》에서 인혁당 사건 재판이 '우리나라 사법사상 가장 수치스러운 재판'이었다고 응답했다고 한다.
2002년 9월 12일, 참여 정부의 의문사진상규명위원회는 인혁당 사건이 중앙정보부의 조작이라고 주장하였다.

## 사건 관련자
1975년 4월 9일 인민혁명당 재건위 사건으로 사형이 집행된 여덟 명은 다음과 같다.
| 이름   | 한자   | 당시 나이 | 직업                  |
| ------ | ------ | --------- | --------------------- |
| 서도원 | 徐道源 | 53        | 전 대구매일신문 기자  |
| 김용원 | 金鏞元 | 41        | 경기여고 교사         |
| 이수병 | 李銖秉 | 40        | 일어학원 강사         |
| 우홍선 | 禹洪善 | 46        | 한국골든스템프사 상무 |
| 송상진 | 宋相振 | 48        | 양봉업                |
| 여정남 | 呂正男 | 32        | 전 경북대 학생회장    |
| 하재완 | 河在琓 | 44        | 건축업                |
| 도예종 | 都禮鍾 | 52        | 삼화토건 회장         |

그 외의 형량은 다음과 같다.
| 형량      | 이름                                                   |
| --------- | ------------------------------------------------------ |
| 무기징역  | 이태환, 유진곤, 전창일, 이성재, 김한덕, 라경일, 강창덕 |
| 징역 20년 | 정만진, 이재형, 조만호, 김종대                         |
| 징역 15년 | 전재권, 황현승, 이창복, 임구호                         |

1975년 4월 8일 이들에게 사형을 판결한 대법원 판사들은 다음과 같다.
| 성명   | 한자   | 직책       |
| ------ | ------ | ---------- |
| 민복기 | 閔復基 | 대법원장   |
| 민문기 | 閔文基 | 대법원판사 |
| 안병수 | 安秉洙 | 대법원판사 |
| 양병호 | 梁炳皓 | 대법원판사 |
| 한환진 | 韓桓鎭 | 대법원판사 |
| 주재황 | 朱宰璜 | 대법원판사 |
| 임항준 | 任恒準 | 대법원판사 |
| 이일규 | 李一珪 | 대법원판사 |

- 이 중에서 이일규 판사만 소수의견을 냈다.

당시 중앙정보부장과 검찰총장은 아래와 같다.
- 신직수(申稙秀) 중앙정보부장
- 김치열 검찰총장

### 결과
- 장석구 : 1975년 10월 15일 서대문구치소에서 옥사.
- 전재권 : 1982년 3월 2일 형집행정지로 석방, 이후 복역 후유증으로 1986년 5월 7일 병사.
- 유진곤 : 1982년 3월 2일 징역 20년 감형, 1982년 12월 25일 형집행정지로 석방, 이후 투병생활 중 복역 후유증으로 1988년 5월 5일 병사.
- 이재형 : 1982년 3월 2일 형집행정지로 석방, 이후 복역 후유증으로 2004년 12월 21일 병사.
- 조만호 : 1982년 3월 2일 형집행정지로 석방, 이후 1996년 1월 26일 사망.
- 이태환 : 1982년 3월 2일 징역 20년으로 감형, 1982년 12월 25일 형집행정지로 석방, 이후 2001년 3월 8일 병사.
- 정만진 : 1982년 3월 2일 형집행정지로 석방, 이후 1998년 8월 4일 사망.
- 이성재 : 1982년 3월 2일 징역 20년으로 감형, 1982년 12월 25일 형집행정지로 석방. 2016년 5월 24일 사망.[18]
- 전창일 : 1982년 3월 2일 징역 20년으로 감형, 1982년 12월 25일 형집행정지로 석방.
- 김한덕 : 1982년 3월 2일 징역 20년으로 감형, 1982년 12월 25일 형집행정지로 석방. 2020년 11월 8일 사망[19]
- 라경일 : 1982년 3월 2일 징역 20년으로 감형, 1982년 12월 25일 형집행정지로 석방, 이후 2010년 7월 12일 암으로 사망.
- 강창덕 : 1982년 3월 2일 징역 20년으로 감형, 1982년 12월 25일 형집행정지로 석방. 2021년 9월 3일 사망.[20]
- 김종대 : 1982년 3월 2일 형집행정지로 석방.
- 이창복 : 1982년 3월 2일 형집행정지로 석방.
- 황현승 : 1982년 3월 2일 형집행정지로 석방.
- 임구호 : 1982년 3월 2일 형집행정지로 석방.
- 이현세 : 1979년 6월 28일 만기출소.[17]

## 진상 규명과 그 이후
- 2002년 9월 12일: 의문사진상규명위원회에서 인혁당(재건위) 사건은 중앙정보부 조작 사건이라고 발표하다.
- 2004년 11월 2일: 국가정보원 과거사건 진실규명을 통한 발전위원회(과거사위: 위원장 오충일)가 인혁당 사건의 진상 규명 조사를 개시하다.
- 2005년 12월 7일: 국가정보원 과거사위가 "인혁당 사건은 조작"이라는 조사 결과를 발표하다.
- 2005년 12월 27일: 재판부가 인혁당 재건위 사건(2차 인혁당 사건)에 대한 재심 소를 받아들였다.
- 2006년 12월 18일: 검찰이 이례적으로 구형없는 논고를 하다.
- 2007년 1월 23일: 서울 중앙지법에서 인혁당 재건위 사건 관련 8인에 대하여 무죄를 선고하다.
- 2007년 8월 21일: 인혁당사건 희생자의 유족들이 국가를 상대로 한 손해배상청구의 소에서 서울지방법원은 국가가 총 637억여 원을 배상해야 한다는 판결을 내리다.
- 2010년 1월 28일: 민청학련사건에 연루되어 10개월간 복역했던 일본인 다치카와 마사키(太刀川正樹, 당시 28세)에 대한 재심판결에서 무죄가 선고되다.
- 1차 인혁당 사건에 대해서도 재심이 청구되다
- 2013년 11월 28일:1차 인혁당 사건에 대한 재심에서 무죄 판결이 나다.(9명만 무죄, 4명은 여전히 유죄)

## 같이 보기
- 민청학련 사건
- 긴급조치
- 부림 사건

## 참고 자료
- 《사법살인: 1975년 4월의 학살》 천주교인권위원회(엮음), 학민사, 2001년.
- 국가정보원 과거사건 진실규명을 통한 발전위원회 (2007년 10월 24일). 〈1. 인혁당 사건〉. 《주요 의혹사건편 上권》 (PDF). 111-149쪽. 2007년 11월 24일에 확인함.[깨진 링크(과거 내용 찾기)]